# Cercosaura parkeri
Cercosaura parkeri — вид ящірок родини гімнофтальмових (Gymnophthalmidae). Мешкає в Південній Америці. Вид названий на честь англійського герпетолога Хемптона Вайлдмана Паркера.

## Поширення і екологія
Cercosaura parkeri мешкають на південному сході Бразилії, в Болівії, на крайньому південному сході Перу та на східних схилах Анд на північному сході Аргентини. Вони живуть в сухих рідколіссях і саванах, трапляються серед скель і поблизу людських поселень.